# Seis Nações 2000
O Campeonato Seis Nações 2000 foi a primeira série do Torneio das Seis Nações, após a inclusão da Itália para o campeonato de Cinco Nações.
Participaram da Inglaterra, Escócia, País de Gales, Irlanda, França e Itália.
O torneio foi disputado entre os dias 3 de fevereiro e 2 de abril.	
O torneio foi 	vencido pela Seleção Inglesa (23º título) ganhando o Millennium Trophy (contra a Irlanda).
Vice-campeã foi a França.
A Escócia ganhou o Calcutta Cup (contra a Seleção Inglesa).
A Irlanda ganhou o Centenary 
Quaich (contra a Escócia).
A Itália venceu seu primeiro jogo histórico contra a Escócia mas não foi suficiente para fechar o torneio em último lugar e ganhar o Wooden Spoon, (Colher de Madeira).

## Classificação
| Seleção       | Vitórias | Empates | Derrotas | Pontos a favor | Pontos contra | Pontos +/- | Pontos |
| ------------- | -------- | ------- | -------- | -------------- | ------------- | ---------- | ------ |
| Inglaterra    | 4        | 0       | 1        | 183            | 70            | +113       | 8      |
| França        | 3        | 0       | 2        | 140            | 92            | +48        | 6      |
| Irlanda       | 3        | 0       | 2        | 168            | 133           | +35        | 6      |
| País de Gales | 3        | 0       | 2        | 111            | 135           | -24        | 6      |
| Escócia       | 1        | 0       | 4        | 95             | 145           | -50        | 2      |
| Itália        | 1        | 0       | 4        | 106            | 228           | -122       | 2      |

Pontuação: Vitória = 2, Empate = 1, Derrota = 0 

## Jogos

### 1 Rodada
| 5 de Fevereiro de 2000 |         |         |                     |
| Inglaterra             | 50 - 18 | Irlanda | Twickenham, Londres |
|                        |         |         | Twickenham, Londres |

| 5 de Fevereiro de 2000 |         |         |                       |
| Itália                 | 34 - 20 | Escócia | Stadio Flaminio, Roma |
|                        |         |         | Stadio Flaminio, Roma |

| 5 de Fevereiro de 2000 |      |        |                             |
| País de Gales          | 3-36 | França | Millennium Stadium, Cardiff |
|                        |      |        | Millennium Stadium, Cardiff |

### 2 Rodada
| 19 de Fevereiro de 2000 |        |            |                        |
| França                  | 9 - 15 | Inglaterra | Stade de France, Paris |
|                         |        |            | Stade de France, Paris |

| 19 de Fevereiro de 2000 |         |         |                        |
| Irlanda                 | 44 - 22 | Escócia | Lansdowne Road, Dublin |
|                         |         |         | Lansdowne Road, Dublin |

| 19 de Fevereiro de 2000 |         |        |                             |
| País de Gales           | 47 - 16 | Itália | Millennium Stadium, Cardiff |
|                         |         |        | Millennium Stadium, Cardiff |

### 3 Rodada
| 4 de Março de 2000 |         |               |                     |
| Inglaterra         | 46 - 12 | País de Gales | Twickenham, Londres |
|                    |         |               | Twickenham, Londres |

| 4 de Março de 2000 |         |        |                        |
| Irlanda            | 60 - 13 | Itália | Lansdowne Road, Dublin |
|                    |         |        | Lansdowne Road, Dublin |

| 4 de Março de 2000 |         |        |                        |
| Escócia            | 16 - 28 | França | Murrayfield, Edimburgo |
|                    |         |        | Murrayfield, Edimburgo |

### 4 Rodada
| 18 de Março de 2000 |         |            |                       |
| Itália              | 12 - 59 | Inglaterra | Stadio Flaminio, Roma |
|                     |         |            | Stadio Flaminio, Roma |

| 18 de Março de 2000 |         |         |                             |
| País de Gales       | 26 - 18 | Escócia | Millennium Stadium, Cardiff |
|                     |         |         | Millennium Stadium, Cardiff |

| 19 de Março de 2000 |         |         |                        |
| França              | 25 - 27 | Irlanda | Stade de France, Paris |
|                     |         |         | Stade de France, Paris |

### 5 Rodada
| 1 de Abril de 2000 |         |        |                        |
| França             | 42 - 31 | Itália | Stade de France, Paris |
|                    |         |        | Stade de France, Paris |

| 1 de Abril de 2000 |         |               |                        |
| Irlanda            | 19 - 23 | País de Gales | Lansdowne Road, Dublin |
|                    |         |               | Lansdowne Road, Dublin |

| 2 de Abril de 2000 |         |            |                        |
| Escócia            | 19 - 13 | Inglaterra | Murrayfield, Edimburgo |
|                    |         |            | Murrayfield, Edimburgo |